# ヨン・アンドニ・ゴイコエチェア
ヨン・アンドニ・ゴイコエチェア（Jon Andoni Goikoetxea Lasá, 1965年10月21日 - ）は、スペイン・パンプローナ出身の元サッカー選手、現サッカー指導者。スペイン代表であった。ポジションはMF、FW。主に右サイドのポジションを幅広くこなし、ウイング、サイドハーフ、ウイングバックでプレー、右サイドの最高峰の選手と言われた。希にDF(サイドバック)を務めることもあった。
ラ・リーガでは13シーズンで386試合に出場して36得点を挙げている。スペイン代表として1994 FIFAワールドカップに出場した。

## 経歴

### クラブ
CAオサスナの下部組織出身で、20歳を迎える直前の1985年10月19日、セルタ・デ・ビーゴ戦(0-2)でトップチームデビューした。早くからレギュラーの座を射止め、11月23日のエスパニョール戦でプロ入り初ゴール、1987-88シーズンには11得点を記録してリーグ戦の5位躍進に貢献した。
1988年夏にFCバルセロナに移籍したが、すぐさまレアル・ソシエダにレンタル移籍し、2シーズンを過ごした。1988-89シーズンと1989-90シーズンのリーグ戦では合わせて2試合しか欠場せず、1989-90シーズンには5位に躍進した。1990年夏にはFCバルセロナにレンタルバックし 、チキ・ベギリスタイン、フリオ・サリナス、ホセ・マリ・バケーロなど同じバスク人選手とともにエル・ドリーム・チームの背骨を構成、在籍中はスタメンや途中交代などでほとんどの試合に出場した。1990-91シーズンはリーグ戦37試合に出場し、ドン・バロン紙が選出するリーグ最優秀スペイン人選手賞を受賞した。1991-92シーズンのUEFAチャンピオンズリーグでは初優勝を達成したが、決勝のUCサンプドリア戦(1-0)でゴイコエチェアは後半途中から出場している。リーグ戦では4連覇を果たした。1993年のUEFAスーパーカップ、ブレーメン戦の2ndレグでは決勝ゴールを決めて優勝に重要な役割を果たした。
1994年夏、アスレティック・ビルバオに移籍し、3シーズンで100試合近くに出場した。
1998年1月には日本・Jリーグの横浜マリノスに移籍し、FCバルセロナ時代のチームメイトであるサリナスと再びコンビを組み23試合に出場した。自身を獲得した同郷のハビエル・アスカルゴルタ監督が退任し、アントニオ・デラ・クルスが監督代行を務めるようになると徐々に出番を減らした。2ndステージ、9月5日、第5節の横浜フリューゲルスとの横浜ダービーではクロスで中村俊輔の決勝点をアシストしたが、9月19日のセレッソ大阪戦で退場処分になって 以降は次第に出場時間を減らし、ベンチ要員となった。監督交代の影響もあり、わずか1年でスペインに戻り、セグンダ・ディビシオン（2部）に降格していた古巣のCAオサスナでプレーした後に現役引退した。

### 代表
1990年9月12日、ブラジルとの親善試合(3-0)でスペイン代表デビューした。1994 FIFAワールドカップ アメリカ大会予選では最終節を前に、アイルランドが勝ち点17、デンマークが勝ち点16、スペインが13であったが、予選最終節のデンマーク戦で、フェルナンド・イエロの決勝ゴールをアシスト、デンマークに逆転でワールドカップ出場を決めた。1994 FIFAワールドカップ本大会では、スペイン代表の全試合に出場、韓国戦(2-2)ではフリオ・サリナスのゴールをアシスト、自らも1ゴールを決め、ドイツ戦(2-2)でも1ゴールを挙げた。1996年UEFA EURO '96を前にした2月7日のノルウェー戦まで の6年間で36試合に出場して4得点を挙げた。

### 現役引退後
2クラブでチームメイトだったホセ・アンヘル・シガンダ(José Ángel Ziganda)監督の右腕としてCAオサスナとアスレティック・ビルバオのアシスタントコーチとして働いた。2009年夏にはヘレスCDのアシスタントコーチに就任したが、2010年初めに監督ともども解任された。

## 所属クラブ
- 1985-1988  CAオサスナ
- 1988-1994  FCバルセロナ

1988-1990 → レアル・ソシエダ (Loan)
- 1994-1997  アスレティック・ビルバオ
- 1998  横浜マリノス
- 1998-1999  CAオサスナ

## 個人成績
| 国内大会個人成績 | 国内大会個人成績 | 国内大会個人成績 | 国内大会個人成績 | 国内大会個人成績 | 国内大会個人成績 | 国内大会個人成績 | 国内大会個人成績  | 国内大会個人成績 | 国内大会個人成績 | 国内大会個人成績 | 国内大会個人成績 |
| 年度             | クラブ           | 背番号           | リーグ           | リーグ戦         | リーグ戦         | リーグ杯         | リーグ杯          | オープン杯       | オープン杯       | 期間通算         | 期間通算         |
| 年度             | クラブ           | 背番号           | リーグ           | 出場             | 得点             | 出場             | 得点              | 出場             | 得点             | 出場             | 得点             |
| 日本             | 日本             | 日本             | 日本             | リーグ戦         | リーグ戦         | リーグ杯         | リーグ杯          | 天皇杯           | 天皇杯           | 期間通算         | 期間通算         |
| ---------------- | ---------------- | ---------------- | ---------------- | ---------------- | ---------------- | ---------------- | ----------------- | ---------------- | ---------------- | ---------------- | ---------------- |
| 1998             | 横浜M            | 28               | J                | 23               | 0                | 3                | 0                 |                  |                  |                  |                  |
| 通算             | 日本             | 日本             | J                | 23               | 0                | 3                | 0\|\|\|\|\|\|\|\| |                  |                  |                  |                  |
| 総通算           | 総通算           | 総通算           | 総通算           | 23               | 0                | 3                | 0\|\|\|\|\|\|\|\| |                  |                  |                  |                  |

## 代表歴
- U-20スペイン代表
  - FIFA U-20ワールドカップ 準優勝 : 1985

### 試合数
- 国際Aマッチ 36試合 4得点（1990年-1996年）[16][17]

| スペイン代表 | 国際Aマッチ | 国際Aマッチ |
| 年           | 出場        | 得点        |
| ------------ | ----------- | ----------- |
| 1990         | 4           | 0           |
| 1991         | 5           | 0           |
| 1992         | 5           | 0           |
| 1993         | 5           | 0           |
| 1994         | 11          | 3           |
| 1995         | 5           | 1           |
| 1996         | 1           | 0           |
| 通算         | 36          | 4           |

## タイトル

### クラブ
- FCバルセロナ
  - UEFAチャンピオンズカップ: 1991–92
  - リーガ・エスパニョーラ: 1990–91, 1991–92, 1992–93, 1993–94
  - スーペルコパ・デ・エスパーニャ: 1991, 1992
  - UEFAスーパーカップ: 1992

## 指導歴
- 2006-?  CAオサスナ （アシスタントコーチ）
- ?-?  アスレティック・ビルバオ （アシスタントコーチ）
- 2009-2010  ヘレスCD （アシスタントコーチ）